# Herrarnas 10 000 meter i hastighetsåkning på skridskor vid olympiska vinterspelen 1994
Herrarnas 10 000 meter i skridskor vid de olympiska vinterspelen 1994 avgjordes den 20 februari 1994, i Vikingskipet. Loppet vanns av Johann Olav Koss från Norge.
16 deltagare från 10 nationer deltog i tävlingen.

## Rekord
Detta var gällande världsrekord och olympiska rekord före Vinter-OS 1994:
| Världsrekord     | Johann Olav Koss (NOR) | 13:43,54 | Heerenveen, Nederländerna | 10 februari 1991 |
| Olympiskt rekord | Tomas Gustafson (SWE)  | 13:48,20 | Calgary, Alberta, Kanada  | 21 februari 1988 |

Följande nytt rekord blev noterad under tävlingen:
| Datum       | Par     | Idrottare        | Nation | Tid      | OR | VR |
| ----------- | ------- | ---------------- | ------ | -------- | -- | -- |
| 20 februari | 5:e par | Johann Olav Koss | Norge  | 13:30,55 | OR | VR |

## Medaljörer
| Gren         | Guld                   | Guld          | Silver               | Silver   | Brons                       | Brons    |
| 10 000 meter | Johann Olav Koss Norge | 13.30,55 (VR) | Kjell Storelid Norge | 13.49,25 | Bart Veldkamp Nederländerna | 13.56,73 |

## Resultat
| Placering | Par | Idrottare          | Nation        | Tid      | Tid bakom | Noteringar |
| --------- | --- | ------------------ | ------------- | -------- | --------- | ---------- |
| 1         | 5   | Johann Olav Koss   | Norge         | 13:30,55 | -         | (VR)       |
| 2         | 8   | Kjell Storelid     | Norge         | 13:49,25 | +18,70    |            |
| 3         | 6   | Bart Veldkamp      | Nederländerna | 13:56,73 | +26,18    |            |
| 4         | 7   | Falko Zandstra     | Nederländerna | 13:58,25 | +27,70    |            |
| 5         | 6   | Jaromir Radke      | Polen         | 14:03,84 | +33,29    |            |
| 6         | 5   | Frank Dittrich     | Tyskland      | 14:04,33 | +33,78    |            |
| 7         | 8   | Rintje Ritsma      | Nederländerna | 14:09,28 | +38,70    |            |
| 8         | 4   | Jonas Schön        | Sverige       | 14:10,15 | +39,60    |            |
| 9         | 1   | Michael Hadschieff | Österrike     | 14:12,09 | +41,54    |            |
| 10        | 2   | Christian Eminger  | Österrike     | 14:15,14 | +44,59    |            |
| 11        | 7   | Toshihiko Itokawa  | Japan         | 14:17,00 | +46,45    |            |
| 12        | 3   | Andrej Anufrijenko | Ryssland      | 14:18,42 | +47,87    |            |
| 13        | 4   | Kazuhiro Sato      | Japan         | 14:18,44 | +47,89    |            |
| 14        | 1   | Jevgenij Sanarov   | Kazakstan     | 14:21,12 | +50,57    |            |
| 15        | 2   | Roberto Sighel     | Italien       | 14:27,59 | +57,50    |            |
| 16        | 3   | Per Bengtsson      | Sverige       | 14:48,00 | +1:17,45  |            |